# Akureyri
Akureyri i regionen Norðurland eystra er en islandsk universitetsby og er med sine 19.893 indbyggere (2023) Islands fjerdestørste by efter Reykjavík, Hafnarfjörður og Kópavogur, men den er den største by uden for regionen Höfuðborgarsvæðið ("Hovedstadsregionen"). Byen ligger inde i fjorden Eyjafjörður ved ringvej 1 Hringvegur og er en del af kommunen Akureyrarbær.
Byens hovederhverv er handel og service, og siden 1990'erne har fiskeindustrien fået betydning, efter at to af Islands største fiskerivirksomheder, Samherji og ÚA, har lagt deres hovedkontorer i byen. Hightech-industrien og turismen er efterhånden også blevet en vigtig del af byens erhvervsliv.
Byen har endvidere udviklet sig til et vigtigt undervisningscentrum med universitet, gymnasium og teknisk skole med mere. Universitetet Háskólinn á Akureyri, der blev grundlagt i 1987, har fire fakulteter, ca. 1400 studenter og 180 ansatte.

## Historie
Vikingen Helgi Magri Eyvindarson fra Orkneyøerne bosatte sig i området i det niende århundrede e.Kr.
I 12- og 1300-tallet fungerede Gásir, 11 km for Akureyri, som en vigtig handelsplads i Nordisland. Området blev benyttet helt frem til 1400-tallet, hvor Akureyri overtog som det primære handelssted i området.
Den første historiske kilde, som nævner Akureyri, er en domsafsigelse fra 1562, hvor en kvinde blev dømt for utroskab.
I 1600-tallet bosatte danske handelsfolk sig i Akureyri, hovedsagelig på grund af den gode naturhavn og den frugtbare jord i området. De danske handelsfolk boede dog ikke i Akureyri hele året. Om vinteren blev husene låst, og handelsmændene rejste hjem. Fra 1602 til 1786 var handelsstedet en vigtig del af det danske handelsmonopol. I 1778 kom der en permanent bosætning i Akureyri, og året efter gav Christian 7. (i den tid også konge over Island) stedet kommunestatus, sammen med fem andre steder. Kongen håbede dermed at forbedre levevilkårene for den islandske lokalbefolkning. Det hjalp imidlertid ikke for Akureyri; stedet øgede ikke sit indbyggertal på 12.
I 1836 mistede stedet sin status som kommune, men fik den tilbage i 1862. Samme år blev byen centrum for forvaltningen i Nordisland. Derefter begyndte Akureyri at vokse på grund af den gode havn og de gode jordbrugsmuligheder i området. I 1886 grundlagde områdets landmænd andelsselskabet Eyjafjörður flere virksomheder for videreforædling af landbrugsprodukter, som udviklede sig og blev en vigtig del af byens udvikling. Fra 1900-tallet flyttede en stor del af den islandske landbefolkning til byerne, og Akureyri fik sin del af dem. I 1900 grundlagdes handelsselskabet "Kaupfélag Eyfirðinga og Akureyrar", og med dem kom forretninger, lagerhuse med mere. 1920 havde byen 3.000 indb. og i 1970 10.000.

## Kirker
Akureyrarkirkja i bymidten blev indviet den 17. november 1940. Særlig bemærkelsværdigt inde i den venlige og lyse kirke er den islandske kunstner Ásmundur Sveinssons relieffer, det store orgel og det 400 år gamle glasvindue fra den i 2. Verdenskrig ødelagte domkirke i Coventry, England. Andre af kirkevinduerne viser scener fra den islandske kirkehistorie.
Den første del af Glerárkirkja i bydelen Glerárhverfi blev indviet den 15. februar 1987, og i december 1992 det store kirkeskib. Kirken er bygget i en moderne byggestil med farverige glasvinduer.
Af andre kirker er der en katolsk kirke, pinsebevægelsens kirke, Frelsens Hærs bedehus, Jehovas vidners rigssal og Plymouth-Brødrenes (Sjónarhæðarsöfnuður) bedehus, samt Jesu Kristi Kirke af Sidste Dages Hellige i lejede lokaler.

## Kultur
11 km nord for Akureyri ligger den middelalderlige handelsplads Gásir, hvor der hver sommer bliver afholdt middelaldermarked i en weekend i juni.
I området omkring byen langs fjorden Eyjafjörður og i fjeldene findes en del velbevarede, gamle huse. Klimaet er usædvanligt mildt og behageligt, selvom det ligger i nærheden af den den nordlige polarkreds.
I nærheden af sygehuset ligger Akureyri Botanisk Have med en plantesamling af alle Islands plantearter.
Fra Akureyri er det muligt at besøge øerne Hrísey og Grímsey, området omkring Mývatn, som har et rigt fugleliv, særprægede geologiske formationer, vandfald, vulkaner og varme kilder.

### Museer
- Listasafnið Akureyrar (Akureyri Kunstmuseum): Museet har skiftende udstillinger med overvejende moderne kunst.
- Minjasafnið á Akureyri (Akureyri Museum): Museet ligger i villaen Kirkjuhvoll og har genstande, historiske fotos og manuskripter fra byen og egnen omkring Eyjafjörður
- Náttúrufræðistofnun Norðurlands (Naturhistorisk museum) har samlinger af områdets dyre og planteliv.

### Tintin
Byen indgår i Tintin-tegneserien Den mystiske stjerne af Herge. Derved er Akureyri den eneste nordiske by, som indgår i en Tintin-tegneserie.[kilde mangler]
Tintin og kaptajn Haddock sejler til byen for at proviantere og ikke mindst købe olie til deres skib. De forsøger at nå frem til en meteorit som de første. De er imidlertid ikke de eneste der har det forsæt, så de ligger i indædt konkurrence med en anden ekspedition. Deres konkurrenter forsøger at forhindrer den i at købe olie i byen, men ved hjælp af en af kaptajnens gamle venner, lykkedes det alligevel for dem at skaffe den fornødne olie, og de fortsætter rejsen.

## Venskabsbyer
- Norge: Ålesund
- Danmark: Randers
- Sverige: Västerås
- Finland: Lahtis
- Rusland: Murmansk